# Norma Pinto de Oliveira
Norma Pinto de Oliveira -más conocida como Norminha- (Buenos Aires, 13 de mayo de 1942) es una ex-jugadora brasileña de baloncesto y profesora que ocupaba la posición de base.
Fue seleccionada del conjunto femenino de baloncesto de Brasil con el que alcanzó la medalla de plata en los Juegos Panamericanos de 1963 en São Paulo, y la medalla de oro en los Juegos Panamericanos de 1967 en Winnipeg y en los Juegos Panamericanos de 1971 en Cali; además, fue vencedora del Campeonato Sudamericano de Baloncesto femenino adulto de Brasil 1965, Colombia 1967, Chile 1968, Ecuador 1970, Perú 1972 y Bolivia 1974.
Por otro lado, participó del equipo que alcanzó el quinto lugar en el Campeonato Mundial de Baloncesto Femenino de 1964 realizado en Perú.

## Estadísticas en competencias FIBA
| Año            | Competencia                               | PPJ | RPJ | APJ |
| -------------- | ----------------------------------------- | --- | --- | --- |
| 1967           | Campeonato Mundial de Baloncesto femenino | 3.7 | 0   | 0   |
| 1964           | Campeonato Mundial de Baloncesto femenino | 8.2 | 0   | 0   |
| Promedio total | Promedio total                            | 5.9 | 0   | 0   |
| Fuente: FIBA.  |                                           |     |     |     |